# ابن بهلول
حسن ابن بهلول اَوانی طیرهانی (سریانی کلاسیک: ܐܝܫܘܥ ܒܪ ܒܗܠܘܠ، ایشوع بٰر بَهلول‎) اسقف مسیحی قرن دهم میلادی و زبان‌شناس سریانی بود.

## زندگی‌نامه
از زندگی ابن بهلول چیز زیادی در دست نیست. نام او در فهرست اسقفانِ موافقِ ارتقای عبدیشوع یکم به مقام بطریق کلیسای مشرق در سال ۹۶۳ میلادی دیده می‌شود.

## آثار
ابن بهلول بیشتر به خاطر فرهنگ لغت جامع سریانی-عربی‌اش شناخته می‌شود. وی همچنین کتاب‌هایی در شرح حال اسقفانِ سریانی غربی و شرقی و در تفسیر خواب داشته که به دست ما نرسیده‌است.